# Mika Pikazo
Mika Pikazo（1993年8月29日—）是生于東京都的女性插画家。
对南美洲的电影、音乐和设计感兴趣，高中毕业后前往巴西旅行。停留大约两年的时间内，接触到南美洲多元化和宽容的风气。回国后开始頻繁参与轻小说和社交游戏的插画创作以及故事作品的企划。2017年（平成29年），由Mika Pikazo负责角色设计的虚拟YouTuber“辉夜月”首次亮相。Mika和她一起加入“THE MOON STUDIO”工作室，负责直播表演的指导和官方服装品牌“Beyond The Moon”的企划和监督。

## 风格
Mika Pikazo的作品风格丰富多彩，色彩鲜艳。人们认为他所描绘的角色面部表情丰富且引人注目。在创作过程中，她注重表达作品的世界观，通过细致的草图确定自己的形象并在听音乐的同时以流畅的节奏进行创作。 

## 作品

### 插画

#### 轻小说
- 《アイサレワールド》（望公太著，HJ文庫）-插画[3]
- 《最强咒族转生～作弊魔术师的慢生活～》（猫子著，アース・スターノベル）-插画[4]
- 《外掛級補師勇闖異世界迷宮！》（Dy冷凍著，角川Books）-插画、漫畫化版（ことりりょう作画）角色原案[5]
- 《物理性孤立中的我的高中生活》（森田季節著、小学馆GAGAGA文库）-插画[6]
- 《闪偶大叔与幼女前辈》（岩沢藍著、电击文库）-插画[7]
- 《异世界监狱√乐园化计划》（縹けいか著、集英社DASH X文庫 ）-插画[8]
- 《目标是与美少女作家一起打造百万畅销书！！》（春日部武著、角川Sneaker文庫）-插画[9]
- 《金钱在败者手中流转》（玖城凪著、富士見Fantasia文庫）-插画[10]
- 《哥哥……在这里的话，说喜欢也可以吧？》（ツカサ著、MF文库J ）-插画[11]
- 《末日·魔女，致飽和時代的最強者們。》（鎌池和馬、电击文库）-插画[12]
- 《RE：BEL ROBOTICA—レベルロボチカ—》（三雲岳斗著、新潮文庫nex ）-原作（与ARCH的合作原作）、插画[13]
- 《RE:BEL ROBOTICA 0—レベルロボチカ 0—》（吉上亮著、新潮文庫nex）-原作（与ARCH的合作原作）、插画[14]
- 《世界啊，臣服在我的烈焰之下吧》（すめらぎひよこ著、スニーカー文庫）-插画

#### 其他（插画）
- 街机游戏《LORD of VERMILION Re:3》-卡牌插画[15]
- 社交游戏《Fate/Grand Order》-插画[1]
  - 《Fate/Grand Order 漫畫選集 STAR》第6卷（星海社COMICS）-图[16]
- 选集漫画「女神异闻录5 漫畫選集 VOL.2 」-封面插画[17]
- 智能手机游戏《星海遊俠：回憶》莉莉娅-插画[18]

### 角色设计
- 可果美 Co., Ltd. 食品拟人化项目“ナポリたん”/“ミート総帥” - 角色设计[19]
- 虚拟YouTuber、 辉夜月-角色设计、直播指导、商品设计提案和监督[1]
- 虚拟YouTuber Pinky Pop Hepburn - 角色设计[20]
- 跨媒体项目“温泉女孩”有马轮花 - 角色设计[21]
- 唱片公司“ SACRA MUSIC ”（索尼音乐）官方吉祥物“SACRA-chan”-角色设计[22]
- 網路電台“ガールズラジオデイズ”-角色设计[1] [23]
- 动画《新樱花大战 the Animation 》——「莫斯科华击団」角色设计[24]
- 角色计划“電音部”-角色设计[25]
- 虚拟 YouTuber 哈珂斯·贝尔丝/Hakos Baelz（Hololive production）- 角色设计[26]
- 游戏《火焰之纹章 Engage》 - 角色设计
- 游戏《Fate/Grand Order》、清少納言、谜之兰丸X - 角色设计
- 媒体组合项目《World Dai Star》-角色原案[27]

### 其他
- 画集《MikaPikaZo》（自著、草野刚设计、BNN新社） [28]

## 脚注
1. 1 2 3 4 5 6 7 8  おんだゆうた. . KAI-YOU.net (カイユウ). 2018-12-25  [2019-01-29]. （原始内容存档于2023-06-17）.
2. ↑  .   [2019-01-29]. （原始内容存档于2023-10-04）.
3. 1 2 3 4  オバラ ミツフミ. . pixivision (ピクシブ). 2016-10-11  [2019-02-02]. （原始内容存档于2023-07-24）.
4. ↑  . アース・スター エンターテイメント.   [2019-02-02]. （原始内容存档于2023-06-17）.
5. ↑  . KADOKAWA.   [2019-02-02]. （原始内容存档于2023-06-17）.
6. ↑  . 小学館.   [2019-01-30]. （原始内容存档于2023-06-17）.
7. ↑  . 電撃オンライン (KADOKAWA). 2017-03-08  [2019-01-30]. （原始内容存档于2023-06-18）.
8. ↑  . 集英社.   [2019-02-02]. （原始内容存档于2022-08-09）.
9. ↑  . アキバ総研 (カカクコム). 2017-06-28  [2019-01-30]. （原始内容存档于2023-06-17）.
10. ↑  . KADOKAWA.   [2019-02-02]. （原始内容存档于2023-06-17）.
11. ↑  . KADOKAWA.   [2019-02-02]. （原始内容存档于2023-06-17）.
12. ↑  . KADOKAWA.   [2019-09-09]. （原始内容存档于2023-11-12）.
13. ↑  . 新潮社.   [2022-10-04]. （原始内容存档于2022-11-29）.
14. ↑  . 新潮社.   [2022-10-04]. （原始内容存档于2022-11-29）.
15. ↑  . スクウェア・エニックス. 2016-10-27  [2020-11-10]. （原始内容存档于2023-06-17）.
16. ↑  . 講談社.   [2019-01-30]. （原始内容存档于2023-06-17）.
17. ↑  . 一迅社.   [2019-02-02]. （原始内容存档于2022-12-25）.
18. ↑  . 4Gamer.net (Aetas). 2017-06-29  [2019-01-30]. （原始内容存档于2023-06-17）.
19. ↑  神奈川はな. . ねとらぼ (アイティメディア). 2018-04-20  [2020-08-03]. （原始内容存档于2023-06-17）.
20. ↑  myrmecoleon／文、村山剛史／編集. . ASCII.jp (角川アスキー総合研究所). 2019-01-17  [2019-01-29]. （原始内容存档于2023-04-07）.
21. ↑  . WebNewtype (KADOKAWA). 2017-03-15  [2019-01-30]. （原始内容存档于2019-12-25）.
22. ↑  . M-ON! Press (エムオン・エンタテインメント). 2018-12-17  [2019-01-30]. （原始内容存档于2020-10-07）.
23. ↑  . 中日本高速道路・ドワンゴ.   [2019-01-29]. （原始内容存档于2021-01-20）.
24. ↑  . コミックナタリー. 2020-01-29  [2020-01-29]. （原始内容存档于2023-08-13）.
25. ↑  . 音楽ナタリー. 2020-06-28  [2020-06-28]. （原始内容存档于2023-08-13）.
26. ↑  . hololive.hololivepro.com.   [2023-05-28]. （原始内容存档于2023-08-07） （日语）.
27. ↑  . コミックナタリー (ナターシャ). 2022-11-27  [2022-11-27]. （原始内容存档于2022-11-27）.
28. ↑  . ビー・エヌ・エヌ新社.   [2019-09-15]. （原始内容存档于2023-06-17）.